# 耿濟瀛
耿濟瀛（?—?），河南省歸德府虞城縣人，清朝政治人物、同進士出身。
光緒十六年（1890年），参加光緒庚寅科殿試，登進士三甲168名。同年五月，著交吏部掣签，分发各省以知县即用。